# Chaluca
Chaluca (hebrejsky חלוצה) bylo starověké nabatejské město, které leželo na kadidlové stezce v Negevské poušti a bylo zřejmě jedním z nejstarších a nejdůležitějších nabatejských měst; už ve 2. století př. n. l. je zmiňuje Klaudios Ptolemaios. O jejím významu svědčí i to, že byla zakreslena v mnoha starověkých mapách (např. Tabula Peutingeriana). V 6. století n. l. se v Chaluce nacházelo biskupské sídlo.
Po první světové válce v blízkosti Chalucy vznikla malá arabská vesnice Al-Chalca, jejíž domy byly postaveny z trosek starověkého města. Ve stejné době místo prozkoumali archeologové Leonard Woolley a Thomas Lawrence (1915). Další výzkum byl proveden až roku 1973 a vedl jej Avraham Negev. Byly objeveny věže, divadlo, mauzoleum a pec na vypalování keramiky.
Roku 2005 byla Chaluca spolu s dalšími nabatejskými pouštními městy (Avdat, Mamšit a Šivta) zapsána na seznam světového dědictví UNESCO.
Jméno zaniklého města inspirovalo pojmenováno písčitého regionu ležícího západně odtud, zvaného Cholot Chaluca.